# Le Quadrilogue invectif
Le Quadrilogue invectif est une œuvre allégorique en prose écrite par Alain Chartier en 1422 où l’auteur, à travers la fiction d’un songe, met en scène et fait parler tour à tour quatre personnages représentant une partie de la nation : les trois ordres (« le Peuple », « le Chevalier » et « le Clergé ») et la France, personnifiée sous les traits d’une femme, et qui dénonce les cruels malheurs du royaume en pleine guerre de Cent Ans.

## Contexte
Le Quadrilogue invectif se veut un cri de ralliement adressé à tous les esprits aveuglés jusque-là par les passions de la guerre civile, au moment même où le destin semblait frapper d’un même coup décisif le vainqueur et le vaincu : le 31 août, Henri V d'Angleterre était mort et, le 21 octobre suivant, Charles VI de France l’avait suivi dans la tombe. L’accession autoproclamée, au mépris du traité de Troyes, de son fils Charles VII, au trône de France, marquait la fin prochaine de la crise redoutable que subissait depuis si longtemps la France.

## Argument
Les quatre personnages du Quadrilogue invectif sont d’abord la figure de la royauté, image vivante et personnification de la patrie, puis celle du peuple, ensuite celle du chevalier, personnification de la noblesse féodale, et enfin celle du clergé, qui est quelque chose de plus encore car il représente l’Église, commune patrie de toutes les nations chrétiennes, et peut parler à toutes au nom de la religion ; mais ici, c’est à la France qu’il s’adresse plus particulièrement, parce que la main de Dieu est sur elle en ce moment.
Chartier met en scène la nation tout entière, au plus fort d’une crise redoutable d’où dépend sa destinée. Dolente et éplorée, la France se dresse sur une terre en friche ; sa tête est chargée d’une couronne qui penche et va tomber. Son manteau allégorique couvert d’emblèmes est froissé, déchiré et les fleurs de lis qui le parsèment, effacées ou ternies. Elle jette autour d’elle un regard inquiet, « comme désireuse de secours et contrainte par le besoin. » Elle aperçoit alors trois de ses enfants, l’un debout, armé et appuyé sur une hache, l’air découragé et rêveur, c’est le chevalier ; l’autre, en vêtement long, sur un siège, de côté, se taisant et prêtant l’oreille, sans doute pour écouter les voix du ciel, peut-être aussi celles de la terre, c’est le clergé ; le troisième, couvert d’un misérable vêtement, renversé sur la terre, plaintif et langoureux, c’est le peuple. La France leur adresse la parole et, d’une voix entrecoupée de sanglots, déplore son piteux état, leur rappelant à tous l’amour de cette terre qui « les repaît et les nourrit vivants, et les reçoit en sépulture entre les morts ». Elle gourmande les chevaliers qui crient aux armes et courent à l’argent ; le clergé, qui parle à deux visages et vit avec les vivants ; le peuple, qui veut être franc et en sûre garde et ne peut souffrir d’autorité : « Querez, querez, Français, les exquises saveurs des viandes, les longs repas empruntez de la nuit sur le jour… Endormez-vous comme pourceaulx en l’ordure et viltez des orribles péchez. Plus vous demourerez, plus approchera le jour de votre extermination. »
Le premier à répondre à cette voix de la mère indignée, est le plus pauvre, le plus souffrant, et aussi le plus dévoué des trois enfants, le peuple, triste moribond, à qui « ne reste plus que la voix et le cri, répond le premier : Ça ! mère jadis habentante et plantureuse de prospérité… Je suis comme l’âne qui soustient le fardel importable… Le labour de mes mains nourrit les lasches et les oyseux… Je soutiens leur vie à la sueur et travail de mon corps, et ils guerroyent la mienne par leurs oultrages… Ils vivent de moy et je meurs par eulx. » On lui reproche ses rébellions et ses murmures, mais qui les a causées si ce n’est l’insupportable tyrannie des gentilshommes ? Qu’on prenne garde de déchaîner une nouvelle tempête, une autre Jacquerie. Et si le peuple a commis des fautes, c’est aux clercs qui, au lieu de l’éclairer, ont mis d’obscures ténèbres dans son esprit, qu’il faut s’en prendre.
La noblesse prend, à son tour, la parole pour reprocher au peuple de ne pas savoir souffrir la paix, de la troubler par ses murmures et d’attirer ainsi les calamités de la guerre sur lui-même et sur les autres. De quoi se plaint-il après tout ? Est-il donc seul à souffrir ? La vie est-elle si douce pour le chevalier obligé de guerroyer casque en tête, sous le vent et la pluie, de se ruiner pour les frais de son équipement, tandis qu’un gras bourgeois n’a d’autre besogne que de compter ses deniers, ou qu’un riche chanoine passe la plupart du temps à manger et à dormir ?
Attaqué des deux côtés, le clergé cherche moins encore à se justifier qu’à rejeter le blâme sur ses adversaires. Il fait bientôt remarquer avec raison que toutes ces récriminations sont inutiles, et qu’au lieu de disputer, il vaut mieux tirer au collier et prendre vigoureusement le frein avec les dents. Trois vertus seules peuvent tirer le royaume d’embarras, savence (sagesse) pour les clercs, chevance (loyauté) pour les nobles, obéissance pour tous. Il entame, sur ce sujet, un long sermon dans lequel il semble au moins aussi pressé de montrer sa science que de guérir les maux du royaume.
Chaque ordre entreprend de répliquer lorsque la France intervient et met fin au débat par un appel à la concorde, à l’espérance, à l’oubli du passé, à l’union de tous les bras et de tous les cœurs pour le salut commun. Elle termine en chargeant l’auteur qui va bientôt s’éveiller d’aller porter ses conseils aux Français : « puisque Dieu ne t’a donné force de corps, ne usage d’armes, sers la chose publique de ce que tu peux. »

## Effet
Ce manifeste eut pour résultat de donner à Chartier dans les affaires publiques un rôle plus actif et plus direct que celui de la parole écrite. Cela lui valut l’honneur de faire partie de deux missions diplomatiques en Allemagne et en Écosse.

## Édition moderne
- Le Quadrilogue invectif, Éd. Florence Bouchet, Paris, H. Champion, 2002.  (ISBN 9782745305138)